# Herzflagellat
Der Herzflagellat (Phacus longicauda) ist eine Protisten-Art aus der Gattung Phacus. Sie kommt in stehenden Gewässern vor.

## Merkmale
Phacus longicauda ist 85 bis 115 Mikrometer lang. Die Zellen sind plattgedrückt und vollkommen starr. Sie besitzen an ihrem hinteren Ende einen Stachel, der so lang ist wie der Körper. Die Zellmembran ist fest und weist glatte, erhöhte Längsleisten auf. Diese laufen in zwei Zentren an der Mündung des Geißelsäckchens zusammen. Die Geißel besitzt ein schraubiges Band einseitiger Härchen. Der Augenfleck ist groß und hellrot. Es sind zahlreiche Chloroplastenscheibchen vorhanden. Die Zellen schwimmen langsam rotierend, da sie leicht in sich selbst verwunden sind.

## Belege